# Скорпион (Marvel Comics)
Скорпион (англ. Scorpion) — псевдоним нескольких суперзлодеев во вселенной Marvel Comics.

## История публикаций
Версия монстра Скорпиона впервые появилась в Journey into Mystery #82 (1962).
Первое появление Сэма Скорпио состоялось в Kid Colt, Outlaw #115 (Март, 1964). Он представлял собой злодея Дикого Запада и противостоял Киду Кольту.
Версия Скорпиона Джима Эванса впервые появилась в Rawhide Kid #57 (Апрель, 1967). Он был врагом Роухайда Кида.
Мак Гарган был создан сценаристом Стэном Ли и художником Стивом Дитко и впервые появился в The Amazing Spider-Man #19 (1964), а его первое появление в качестве Скорпиона состоялось в The Amazing Spider-Man #20. Годы спустя, он становится третьей инкарнацией Венома в Marvel Knights: Spider-Man #10 (2005), а затем действует под именем Человека-паука в Dark Avengers #1 (2009). Также Мак Гарган появляется в собственной ограниченной серии Dark Reign: Sinister Spider-Man. Комикс от сценариста Брайана Рида и художника Криса Бачало был выпущен в июне 2009 года. Впоследствии сценарист Дэн Слотт вернул Мака Гаргана к личности Скорпиона в The Amazing Spider-Man.
Кармилла Блэк впервые появилась в Amazing Fantasy vol 2. #7 (2005).

## Вымышленная биография персонажей

### Монстр Скорпион
Первый Скорпион появился в виде гигантского монстра. В ходе эксперимента с изотопом висмута, Пол Роджерс случайно облучил  скорпиона потоком дельта частиц. Он мутировал в гигантского чудовищного монстра и обрёл сознание, возненавидев человечество. Он сказал Полу Роджерсу и Эдварду Бентли, что собирается превратить ещё часть скорпионов и захватить мир. Эдварду удалось посредством гипноза внушить Скорпиону  чувство боли от радиации. Когда Скорпион умолял Пола и Эдварда убить его, они сделали это, облучив его одним потоком дельта частиц.

### Сэм Скорпио
Сэм Скорпио был изобретателем, который использовал устройство "жало" (крупнокалиберный пистолет с глушителем расположенный под рукавом правой руки), чтобы терроризировать Старый Запад. Скорпион позже столкнулся с Кидом Кольтом, когда убегал от отряда состоящего из 50 человек и просил его о помощи. Кид отказался, но произошло землетрясение, после чего они спрятались за валуном. К этому времени появился отряд, который отправил обоих в тюрьму. Находясь в тюрьме, Скорпиону удалось завладеть ключами охранника и он заставил Кида Кольта сопровождать его. Он взял Кида Кольта в убежище расположенное в горах и хотел, чтобы тот присоединился к нему, но Кольт отказался. Когда Кид Кольт спросил о секрете его "жала", Скорпион повернулся к нему. Кид Кольт использовал лампу против Скорпиона, который затем сбежал. Встретив отряд, он рассказал им, где найти Кида Кольта. После этого Скорпион создал банду, членов которой контролировал при помощи "жала". Кид Кольт последовал за бандой Скорпиона, чтобы узнать про его трюк. Кид Кольт разгромил банду, а также победил Скорпиона в рукопашном бою, прежде чем он смог использовать своё "жало". Затем, Кид Кольт передал Скорпиона и его банду властям.
Скорпион был заключён в тюрьму штата, где он был скован цепью вместе с Доктором Дэнжером и Буллом Бартоном. Когда Кид Кольт оказался в той же тюрьме, Скорпион, Доктор Дэнджер и Булл Бартон решили, что это отличная возможность отомстить. Однажды они напали на Кида Кольта. Когда тюремный охранник вмешался, они забрали его пистолет, скрутили охранника и используя пистолет избавились от цепей. Затем они подстрелили Кида Кольта и сбежали. По ту сторону границы, Скорпион, Доктор Дэнжер и Булл Бартон наткнулись на город, где жил Фред Йейтс (человек, которому сдался Кид Кольт). Когда Скорпион, Доктор Дэнжер и Булл Бартон столкнулись с Фредом Йейтсом и его сестрой Сьюзен, Фред убежал от страха. Кид Кольт догнал троицу, разоружили их и спас Сьюзен. Затем Кид Кольт отправил Скорпиона, Доктора Дэнжера и Булла Бартона обратно через границу прямо в руки правосудия.

### Джим Эванс
Джим Эванс был успешным аптекарем в Даствилле во времена Старого Запада. Он начал встречаться с Сарой (самая красивая девушка в городе), пока она не стала пренебрегать им, сказав, что у неё уже есть парень Мэтт Коди. Мэтт Коди был не доволен тем, что Сара встречалась с Джимом и вызвал его на разборки. Джим первым достал пистолет, но ранил Мэтта лишь в левое плечо, в то время как Мэтт успел попасть в пистолет Джима в результате чего, он вылетел из его руки. Затем Мэтт заставил танцевать Джима стреляя ему под ноги. Этот поступок унизил Джима и он поклялся отомстить. После изобретения жидкого паралитика, который позволял ему обездвиживать свою жертву, Джим взял псевдоним Скорпиона и начал заниматься преступной деятельностью. Скорпиону удалось задержать дилижанс, но звук его оружия привлёк внимание Роухайда Кида. Рохайду Киду удалось найти Скорпиона, но тот выстрелил в Кида паралитическим шариком, после чего Скорпион продолжил грабить дилижанс и в конечном счёте скрылся с награбленным. После опроса людей из соседнего города, Роухайд Кид удалось определить его личность. Он проследовал за Джимом к заброшенной шахте, наблюдая за его переодеванием в Скорпиона, а затем он предстал перед ним. Их борьба привела к падению Роухайжа Кида в подземный ручей, после чего он вновь столкнулся со Скорпионом. Когда Скорпион снова начал стрелять паралитическими шариками, Роухайд Киду удалось сделать так, что Скорпион попал сам в себя. Затем Роухайд Кид передал Скорпиона в руки шерифа из Даствилла.
После шести месяцев тюремного заключения, Джиму Эвансу удалось изготовить небольшое количество паралитического зелья в тюремной мастерской. Он использовал его на одном из охранников, забрал ключи и сбежал из тюрьмы. Оказавшись на свободе, он берёт себе новый псевдоним Стинг-Рей продолжил совершать преступления, пока не отправился в город Бисон Бэнд и решил поселиться там, желая стать императором Запада. Стинг-Рей ограбил кучу людей во время танцев. Клэй Райли и шериф Бен Брукс пытались его остановить, но в итоге стали жертвами его паралитических шариков. Стинг-Рей позже похитил дочь Бена Брукса, Натали, и удерживал её в заложниках, потребовав взамен её освобождения власть. Тем не менее, его план был сорван Призрачным всадником, который напал на Стинг-Рея. Призрачный всадник сумел победить Стинг-Рея, но был вынужден бежать, когда прибыли шериф и его люди. Неизвестно, сбежал ли Стинг-Рей во время переполоха с Призрачным всадником или был отправлен обратно в тюрьму.

### Мак Гарган
Мак Гарган впервые появился в The Amazing Spider-Man #20 и был создан Стэном Ли и Стивом Дитко. Он был частным детективом, которого нанял Джей Джона Джеймсон, чтобы выяснить, как Питер Паркер смог получить фотографии Человека-паука. Затем Джей Джона Джеймсон решил использовать Гаргана в качестве подопытного в эксперименте, проводимом Фэрли Стиллвеллом, в результате чего Мак Гарган стал Скорпионом, миссия которого заключалась в уничтожении Человека-Паука. Много лет спустя, Гарган становится носителем симбиота Венома. После сюжета Siege симбиот был отделён от него. Впоследствии Гарган был освобождён из тюрьмы Рафт Алистером Смайтом и получил от него новый костюм Скорпиона.

### Кармилла Блэк
Кармилла Блэк впервые появилась в Amazing Fantasy vol. 2 #7 и была создана Фредом Ван Лентом и Леонардом Кирком. Она стала агентом Щ.И.Т.а, чтобы найти свою мать.

## Альтернативные версии

### Ultimate Marvel
Первый — клон Человека-Паука. Впервые появился в комиксе Ultimate Spider-Man #97. Скорпион был создан Доктором Осьминогом, сидящим в тюремном заключении после битвы с Человеком-Пауком. Отто вместе с Беном Рейли приступили к экспериментам над ДНК Питера Паркера, и Отто создал пять клонов Человека-паука, Женщину-паук по имени Джессика Дрю, деформированного Каина, шестирукого Тарантула и Ричарда Паркера, клона зрелого возраста. Скорпион был первым клоном, кого встретил Питер Паркер. Скорпион вламывается в торговый центр и сражается с Человеком-Пауком, но тот сумел его одолеть, под его маской Питер видит своего клона. Человек-паук отправил клона к Фантастической Четвёрке, для проведения анализа ДНК. В Здании Бакстера Фантастическая Четвёрка собирались вылечить от мутации Мэри Джейн, но она превращается в монстра. В этот момент Скорпион смог освободиться. Но когда клон видит Мэри Джейн, он также как и она падает в обморок. Выжил и был помещён в Трикселион, вместе с клоном Гвен Стейси. После этого его след обрывается.
Второй — опасный преступник по имени Максимус Гарган, в комиксах появился недавно, после смерти первого Человека-Паука, как враг второго Паука. В преступных кругах он и получил прозвище «Скорпион». Максимус Гарган находился на вершине самых разыскиваемых преступников ФБР. Как сообщается, покинул страну до того, как ему были предъявлены обвинение в убийствах, избиениях и рекете. Он сбежал в Мексику, где и жил до встречи с Бродягой. По слухам Скорпион наделен супер-способностями, держал свою организацию в ежовых рукавицах. Он прибыл в США, отомстить Бродяге, но узнав, что Кингпин мёртв, решил стать новым Кингпином Нью-Йорка. Вскоре был побеждён вторым Человеком-Пауком, и отправлен за решётку.

### Скорпион 2099
Крон Стоун появляется в Timestorm 2009-2099  в качестве альтернативной версией Скорпиона из вселенной Marvel 2099.

## Вне комиксов

### Телевидение

Скорпион в мультсериале 1994 года

- Версия Скорпиона Мака Гаргана появляется в мультсериале «Человек-паук» 1967 года, где его озвучил Карл Банас.
- Версия Скорпиона Мака Гаргана появляется в мультсериале «Человек-паук и его удивительные друзья», озвученная Нилом Россом.
- Версия Скорпиона Мака Гаргана появляется в мультсериале «Человек-паук» 1994 года, первоначально озвученная Мартином Ландау, а затем — Ричардом Моллом (Эпизоды: «Жало Скорпиона», «Коварная Шестёрка», «Сражение с Коварной Шестёркой», «Последний Неогенный кошмар», «Напарники», «Свадьба», «Шесть забытых воинов», «Шесть забытых воинов 2: Невостребованное наследие», «Шесть забытых воинов 3: Секреты шестёрки», «Шесть забытых воинов 4: Герои снова в бою» и «Шесть забытых воинов 5: Цена героизма»).
- Изначально версия Скорпиона Мака Гаргана должна была появиться в третьем сезоне мультсериала «Новые приключения Человека-паука», однако этого так и не произошло из-за закрытия шоу.
- Ниндзя-версия Скорпиона появляется в мультсериале «Совершенный Человек-паук», сначала озвученная Данте Баско, а затем — Эриком Баузой.
- Скорпион появляется в мультсериале «Человек-Паук» 2017 года.
- Скорпион появился в мультсериале «Ваш дружелюбный сосед Человек-паук» 2025 года, являющимся частью медиафраншизы «Кинематографическая вселенная Marvel» (КВМ)[10].

### Кино
- Мак Гарган в исполнении Майкла Мэндо появляется в фильме «Человек-паук: Возвращение домой». В фильме Гарган является преступником, а не детективом, как в оригинале, также он не использует личность Скорпиона, но присутствует отсылка в виде татуировки.

### Видеоигры
- Версия Скорпиона Мака Гаргана является боссом игры «The Amazing Spider-Man» для Game Boy.
- Версия Скорпиона Мака Гаргана появляется в игре «Spider-Man 2: The Sinister Six» для Game Boy Color.
- Версия Скорпиона Мака Гаргана появляется в аркадной игре Spider-Man: The Video Game 1991 года.
- Версия Скорпиона Мака Гаргана появляется в качестве суб-босса игры Spider-Man: The Animated Series 1995 года.
- Версия Скорпиона Мака Гаргана появляется в игре The Amazing Spider-Man: Lethal Foes 1995 года.
- Мак Гарган в костюме Скорпиона первый «босс» в игре 2000 года «Spider-Man» на PlayStation. Он пытался убить Джей Джона Джеймсона, но потерпел поражение от Человека-паука.
- Скорпион является боссом в игре 2002 года «Spider-Man».
- Версия Скорпиона Мака Гаргана появляется в игре «Spider-Man: Mysterio’s Menace» для Game Boy Advance.
- Версия Скорпиона Мака Гаргана появляется в игре «Marvel: Ultimate Alliance», озвученная Бо Уивером.
- Версия Скорпиона Мака Гаргана появляется в игре «Spider Man 3», озвученная Ди Брэдли Бейкером, выступая в качестве антагониста, а затем — союзника.
- Скорпион — босс в игре «Spider-Man: Friend or Foe», его разум был захвачен симбиотами, но Человек-Паук победил их и Скорпион стал его союзником.
- Версия Скорпиона Мака Гаргана появляется в версиях для Wii, PS2 и PSP игры Marvel: Ultimate Alliance 2, озвученная Джимом Каммингсом.
- В игре «Spider-Man: Shattered Dimensions», в реальности Человека-паука 2099 он представлен в виде огромного мутанта-скорпиона, который хочет избавиться от мутации. Он мешает Мигелю О’Харе забрать «скрижаль порядка и хаоса», так как Доктор Осьминог обещает сделать его человеком, если тот отдаст скрижаль ей. Это первое появление Скорпиона в Marvel 2099, хотя он почти полностью скопирован с Timestorm 2009—2099. Крон Стоун (настоящее имя Скорпиона) в оригинальных комиксах появлялся также как Веном.
- Скорпион фигурирует в игре 2012 года «The Amazing Spider-Man», где представлен в качестве гибрида человека и скорпиона.
- Появляется в игре 2018 года Spider-Man. В оригинале роль озвучил Джейсон Спайсэк, в российской локализации — Иван Литвинов. Был участником оплаченного Джейем Джоной Джеймсоном эксперимента по созданию идеального противника для Человека-Паука, в ходе которого получил костюм с робохвостом и возможностью использовать яд. Вместе со многими заключёнными смог сбежать из тюрьмы Рафт, после чего вошёл в состав Зловещей Шестёрки. Согласился помочь Доктору Осьминогу уничтожить бизнес Нормана Озборна в обмен на уплату имевшихся долгов за приобретённые токсины. Вместе с Носорогом был побеждён Человеком-Пауком на складе Oscorp в Гарлеме[11].
- Скорпион появляется в игре Spider-Man 2 (2023). Сергей Кравинов рассматривает его как потенциального противника, в бою с которым он мог бы встретить достойную смерть. Люди Кравинова похищают Гаргана и заставляют сразиться с охотником против его воли; в конечном итоге Крейвен убивает Гаргана, пронзив насквозь его же собственным жалом[12].